# Суванай, Акико
Акико Суванай (яп. 諏訪内 晶子 Суванай Акико, род. 7 февраля 1972, Токио) — японская скрипачка.

## Биография
Училась в консерватории Тохо Гакуэн в Токио, у Дороти Делэй в Джульярдской школе, а также в Колумбийском университете и Школе искусств в Берлине.

## Репертуар
Бах, Бетховен, Паганини, Шуман, Мендельсон, Берлиоз, Дворжак, Брамс, Сибелиус, Чайковский, Сарасате, Лало, Равель, Брух, Яначек, Прокофьев, Тору Такэмицу, Уильям Уолтон, Кшиштоф Пендерецкий, Петер Этвёш.

## Творческое сотрудничество
Выступала с такими дирижёрами, как Вольфганг Заваллиш, Невилл Марринер, Пьер Булез, Мстислав Ростропович, Евгений Светланов, Андре Превин, Кристоф фон Донаньи, Геннадий Рождественский, Роджер Норрингтон, Лорин Маазель, Юрий Темирканов, Шарль Дютуа, Зубин Мета, Чон Мён Хун, Элиаху Инбал, Сэйдзи Одзава, Владимир Ашкенази, Кристоф Эшенбах, Иван Фишер, Пааво Ярви, Леонард Слаткин, Эммануэль Кривин, Джанандреа Нозеда, Михаил Плетнёв, Валерий Гергиев, Владимир Спиваков, Сакари Орамо и др.

## Участие в конкурсах
- Вторая премия на конкурсе королевы Елизаветы (1989).
- Первая премия на Международном конкурсе Чайковского (1990).